# Cozola ateralbus
Cozola ateralbus är en fjärilsart som beskrevs av Rothschild 1915. Cozola ateralbus ingår i släktet Cozola och familjen tofsspinnare. Inga underarter finns listade i Catalogue of Life.